# Gratäng

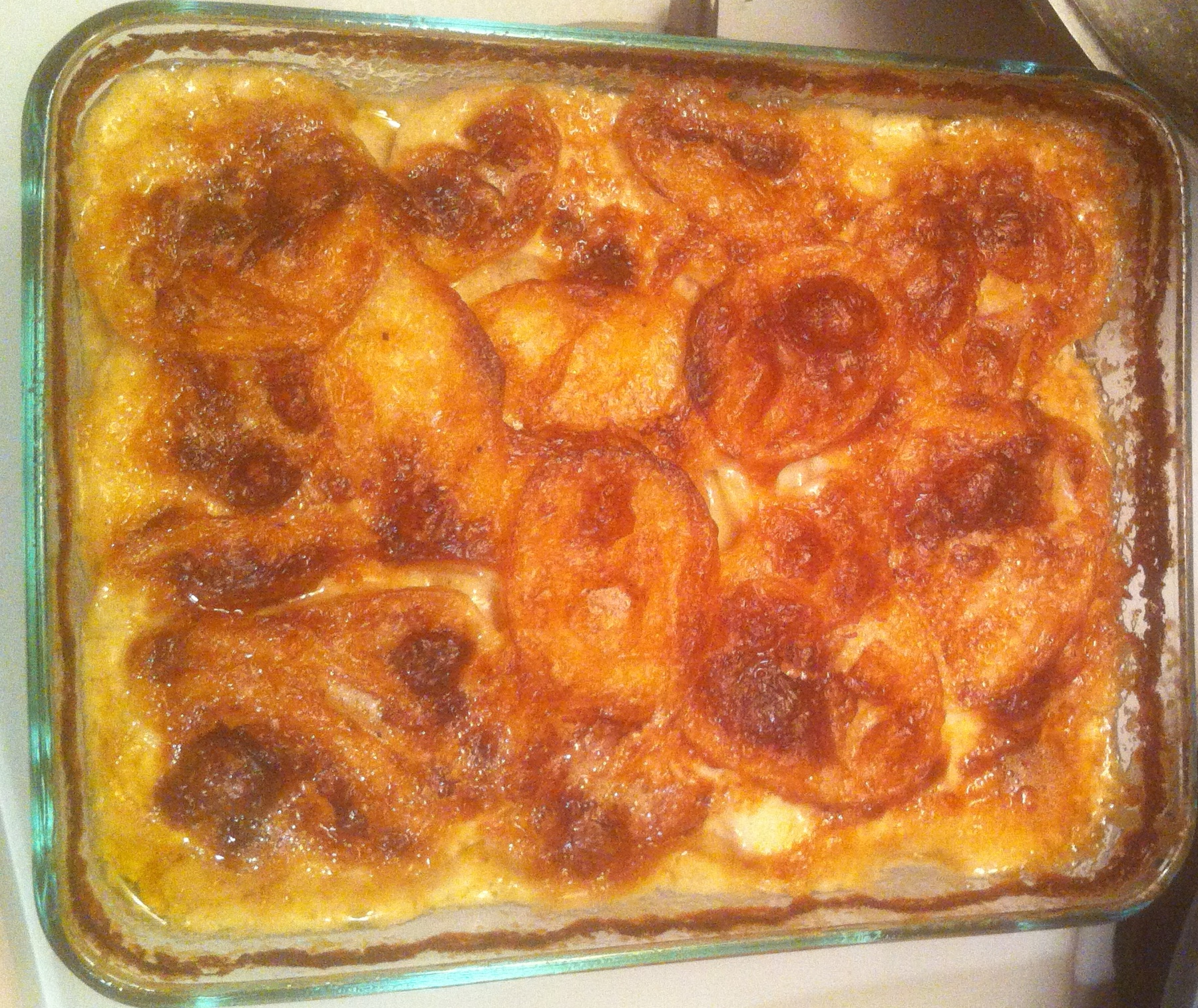
En potatisgratäng.

Gratäng (av franskans gratin med liknande uttal) är en maträtt som vanligen tillagas i ugn. Rätten kan understundom kallas låda eller pudding. Det franska verbet gratiner betyder grädda i ganska hög värme, till exempel under grill (griljera), för att få en gyllenbrun skorpa. Det är även relaterat till verbet gratter som betyder skrapa, riva. Begreppet gratinera kan även omfatta momentet att riva ost eller bröd och strö det på maträtten före gräddning.

## Tillagning
Smör/margarin, matolja, mjölk/grädde/crème fraiche, ägg och olika slags ostar används i gratänger för att ingredienserna och smakerna ska "gifta sig" (kombineras) i ugnsvärmen. För att erhålla en god och fin gyllenbrun skorpa används ofta ost, ströbröd, rivet bröd, ägg, smör eller en sås typ béchamel. Gratängsås kallar man ibland en béchamelsås med ost och äggula.
Gratänger med kött eller fisk används ofta som huvudrätt, medan helt vegetariska gratänger ofta äts som tillbehör till exempel till en kötträtt. En gratängform är en värmetålig form med låg kant ("sarg"), vanligen av glas eller keramik, i storlek 20–35 cm, oval eller rektangulär.

## Varianter
Kända exempel på gratäng är gratin dauphinois (fr) (potatisgratäng som man använder rå potatis i, till skillnad mot gratin potatoes där man använder förkokt potatis i), Janssons frestelse, fiskgratäng, moussaka (gr), pastagratäng och lasagne (it). Även kött, skaldjur, grönsaker och andra rotfrukter kan gratineras. Detta inkluderar broccoligratäng, med crème fraiche, ost och bacon, eller kycklinggratäng baserad på kycklingbitar med olika grönsaker såsom morot, selleri, lök, palsternacka och olivolja.
Många rätter kan gratineras utan att räknas som egentliga gratänger, till exempel Hasselbackspotatis och duchessepotatis (gratinerat potatismos). Andra ofta gratinerade rätter är kassler, falukorv, hummer, fyllda crêpes, fyllda grönsaker såsom zucchini och paprika. Internationellt kända gratinerade rätter är bland andra: pizza (it), Flammkuchen (ty), shepherd's pie (en), finsk kålrotslåda och "fransk löksoppa".